# 南京市中医院
南京市中医院是南京中医药大学第三附属医院，亦称南京市肛肠病医院或南京市红十字中医院，旧址位于南京市秦淮区夫子庙江南贡院遗址之上，2018年12月29日，整体搬迁至大明路的南部新城医疗中心，是一所三级甲等综合性中医医院。

## 历史
- 1934年，首都警察厅医务所，后为首都警察医院。
- 1949年4月下旬，解放军在渡江战役后攻占南京城，南京市政府溃散。新政权组建南京市公安医院，原南京市政府的办公地点——江南贡院被其使用。江南贡院门楼——明远楼作为医院大门使用至1980年代[4]。1952年，医院改名为南京直属医院，1956年，改为现名。
- 1980年代，南京市中医院让出部分区域。1988年，南京开始筹建江南贡院历史陈列馆，1989年正式成立。但贡院飞虹桥仍保留在南京市中医院范围内，日常可通行[4]。2017年，江南贡院改建为中国科举博物馆。2018年12月29日，南京市中医院整体搬迁新址，旧址大部分归入中国科举博物馆二期建设。旧址内的飞虹桥取消通道功能，进行原址保护展示[2]。